# 瀘州綿州戰鬥
瀘州綿州戰鬥發生於1925年7月14日－8月9日，地點則是在中國川南。是北洋政府時期內戰之一，也是川軍內戰，而其交戰兩方為楊森與賴心輝。